# Blvth
Blvth [bluːt]  (* 22. November 1990 in Düsseldorf; bürgerlich Patrick Denis Kowalewski), Eigenschreibweise auch BLVTH,  ist ein polnisch-albanischer Musiker und Musikproduzent, der seit 2017 in Berlin lebt und sein eigenes Label Call Me Anytime betreibt. Er wurde durch seine Zusammenarbeit mit Ahzumjot, Casper, Kraftklub-Frontmann Felix Kummer und Marteria bekannt. Er vereint stilistisch eine Mischung aus Hardcore-Punk, Trap und French House.

## Biografie
Patrick Denis Kowalewski wuchs in Düsseldorf auf. Er begann mit 14 Jahren selbst Musik zu produzieren. Erste Aufmerksamkeit erregte er 2015 mit einem Mix von Sumeras Wolf, das für einen Werbespot von Zalando verwendet wurde.  Seine Debüt-EP 7iger erschien 2016, dazu wurde auch ein 15 Minuten langer Kurzfilm gedreht.
Nach Remixarbeiten für Künstler wie K.Flay und Gallant steuerte er Produktionen für das Nummer-1-Album Lang lebe der Tod von Casper sowie dessen anschließendes Kollaborationsprojekt 1982 mit Marteria bei. Zuletzt fungierte er als Executive Producer für das Album Kiox von Kraftklub-Frontmann Kummer, das Platz 1 der Charts erreichte.
Neben einzelnen Singles auf seinem eigenen Label Call Me Anytime veröffentlicht er zwei Mal im Jahr – wie er es nennt – „Collections“ in Kombination mit Merchandise-Kollektionen unter dem Namen „BLVTH Couture“.
Nach einigen Konzerten in Deutschland folgten internationale Support-Shows für Cashmere Cat, Casper, Marteria, sowie viele Festivals, vor allem in Deutschland und den angrenzenden Ländern. Im Dezember 2019 spielte BLVTH seine Pre-Stadium Tour mit ausverkauften Konzerten. Insgesamt konnte BLVTH weit über 100 Konzerte verbuchen.

## Diskografie
Alben
- 2020: I Love That I Hate Myself
- 2024: Yin Yang

EPs
- 2016: 7iger
- 2018: How to Delete Myself
- 2018: Blut
- 2019: Blvth Couture S/S 2019 Collection
- 2019: I Don’t Know If I’m Happy
- 2020: One World
- 2023: Part of the Problem

Zusammenarbeiten/Remixes
- 2015: Sia – Elastic Hearth (Blvth Edit)[6]
- 2015: K.Flay – Make Me Fade (Blvth Remix)
- 2015: Gallant – Weight in Gold (Blvth Remix)
- 2015: Sumera – Wolf (Blvth Remix)
- 2016: Blvth x Novaa – Ocean
- 2018: Ahzumjot feat. Blvth, Chima Ede & Joy Denalane – Raum
- 2018: Point Point – Hands (Blvth Remix)
- 2019: Blvth x Ahzumjot – Tunnel Life
- 2019: Jinka x Blvth – Bare to the Bone
- 2019: Blvth x Slug Christ feat. Fences – Blissless
- 2020: Blvth x Woodie Smalls – Seeking Closure
- 2020: Blvth x bülow – I Don’t Wanna Be

Als Produzent
- 2017: Casper – Morgellon (Album: Lang lebe der Tod)
- 2017: Casper – Lass sie gehen (Album: Lang lebe der Tod)
- 2017: Ahzumjot – Angst vor mir (Album: Raum)
- 2018: Ahzumjot – Raum (Album: Raum)
- 2018: Marteria & Casper – Absturz (feat. Monchi, Album: 1982)
- 2019: Kummer – Kiox (Album)[10]
- 2021: Kummer – Der letzte Song (Alles wird gut)
- 2022: Kraftklub – Der Zeit bist du egal (Album: Kargo)

## Autorenbeteiligungen und Produktionen
Die folgende Tabelle beinhaltet eine Aufstellung aller Autorenbeteiligungen und Produktionen von Blvth, die sich in den Singlecharts in Deutschland, Österreich und der Schweiz platzieren konnten, oder in den aufgeführten Ländern Schallplattenauszeichnungen erhielten.
| Jahr | Titel Album                        | Höchstplatzierung, Gesamtwochen, AuszeichnungChartplatzierungen (Jahr, Titel, Album, Platzierungen, Wochen, Auszeichnungen, Anmerkungen) | Höchstplatzierung, Gesamtwochen, AuszeichnungChartplatzierungen (Jahr, Titel, Album, Platzierungen, Wochen, Auszeichnungen, Anmerkungen) | Höchstplatzierung, Gesamtwochen, AuszeichnungChartplatzierungen (Jahr, Titel, Album, Platzierungen, Wochen, Auszeichnungen, Anmerkungen) | Anmerkungen                                                       |
| Jahr | Titel Album                        | DE | AT | CH | Anmerkungen                                                       |
| ---- | ---------------------------------- | --- | --- | --- | ----------------------------------------------------------------- |
| 2019 | Wie viel ist dein Outfit wert Kiox | DE93 (1 Wo.)DE | — | — | Beteiligung als Produzent – Interpret(en): Kummer                 |
| 2019 | Bei dir Kiox                       | DE61 (8 Wo.)DE | — | — | Beteiligung als Produzent – Interpret(en): Kummer                 |
| 2021 | Der letzte Song (Alles wird gut) – | DE1 Platin · (54 Wo.)DE | AT15 ×2Doppelplatin · (24 Wo.)AT | CH36 (10 Wo.)CH | Beteiligung als Produzent – Interpret(en): Kummer feat. Fred Rabe |